# Сичильяно, Марио
Марио Сичильяно — итальянский кинорежиссёр, сценарист и продюсер. Известен своими работами в направлении эксплуатационного кинематографа. Под разными псевдонимами, а также под своим реальным именем, также снимал порнографию.

## Карьера в кино
В 1975 году Сичильяно снимает фильм Дьявольский глаз. Картина была выдержана в хоррор-жанре и повествовала о деятельности оккультной секты. В 1980 году Сичильяно снимает фильм Тётушка из Швеции, главную роль в котором исполнила Марина Фраезе. В этом же году выходит Эротическая семья с Карен Уэлл, Ракель Эванс и Джорджио Ардисоном в главных ролях. В 1982 году совместно с Джо Д'Амато Сичильяно снял порнографический фильм ужасов Экзотический оргазм, а также Оргазм без остановки, в котором дебютировала итальянская порноактриса Паола Сенаторе.

## Фильмография
| Год  | Русское название          | Оригинальное название фильма | Кто      |
| ---- | ------------------------- | ---------------------------- | -------- |
| 1982 | Экзотический оргазм       | Orgasmo Esotico              | Режиссёр |
| 1982 | Оргазм без остановки      | Orgasmo Non-Stop             | Режиссёр |
| 1980 | Тётушка из Швеции         | La Zia Svedese               | Режиссёр |
| 1980 | Эротическая семья         | Erotic Family                | Режиссёр |
| 1975 | Дьявольский глаз          | Malocchio                    | Режиссёр |
| 1968 | Подлецы не молят о пощаде | I vigliacchi non pregano     | Режиссёр |